# Krasae Sin
Krasae Sin (em tailandês: กระแสสินธุ์) é um distrito da província de Songkhla, no sul da Tailândia. É um dos 16 distritos que compõem a província. Sua população, de acordo com dados de 2012, era de 15 485 habitantes, e sua área territorial é de 96,4 km².